# Ульянич, Виктор Петрович
Ви́ктор Петрович Улья́нич (26 февраля 1949, г. Зверево, Ростовская область, РСФСР, СССР — 27 ноября 2014, Москва, Россия) — советский боксёр, чемпион Европы 1973 года, советский и российский тренер по боксу.

## Биография
Виктор Петрович Ульянич родился 26 февраля 1949 года в городе Зверево Ростовской области. После школы поступил в Ростовское речное училище, в котором начал заниматься боксом. Профессионально выступал за клуб ЦСКА. Тренировался у Ефима Школьникова.
Провел 318 боев, одержал 284 победы. На чемпионате Европы в Белграде (1973) завоевал золотую медаль, серебряный призёр континентального первенства в Катовице (1975).
Финалист чемпионата СССР (1979), призёр чемпионатов СССР (1974, 1975) в весовой категории свыше 81 кг. Чемпион СКДА 1972, 1974. Серебряный призёр IX летней Спартакиады народов СССР.
В 1979 году начал тренерскую карьеру в Группе советских войск в Германии, под его руководством команда всего за год переместилась с 17-го на 2-е место. В 1981 году тренировал сборную Вооруженных Сил СССР на отборочный турнир чемпионата Европы. В 1982 году переведён в Москву, где проходил службу начальником команды Центрального спортивного клуба армии.
С 2002 по 2012 год — старший тренер по боксу ФГУ МО РФ «ЦСКА», с 2013 года — директор СДЮШОР по боксу и кикбоксингу ЦСКА. Полковник в отставке. Среди его учеников — чемпионы страны и Европы, заслуженные мастера спорта Виктор Рыбаков, В. А. Ульянич, Эдуард Дубовский, А. Лукач и другие.
Скончался 27 ноября 2014 года после продолжительной болезни. Похоронен на Новолужинском кладбище Москвы.
Имя В. П. Ульянича носит Спортивная школа олимпийского резерва по боксу и кикбоксингу ЦСКА.

## Фильмография
- Виктор Ульянич. Настоящий тяжеловес.

## Награды и звания
- Заслуженный мастер спорта России (2003),
- Заслуженный тренер России,
- Заслуженный работник физической культуры РФ.